# Organisation für Islamische Kultur und Beziehungen
Die Organisation für Islamische Kultur und Beziehungen (persisch سازمان فرهنگ و ارتباطات اسلامی / Sāzmān-i Farhang wa-Irtibāṭāt-i Islāmī, engl. Islamic Culture and Relations Organization (ICRO)), gehört zum Ministerium für Kultur und islamische Führung der Islamischen Republik Iran und ist für auswärtige Kulturpolitik zuständig. Präsident der Organisation ist Mohammad Bagher Khorramschad. De facto ist es eine Organisation der iranischen Diplomatie.
Hauptziele sind „Revival and dissemination of Islamic tenets and thoughts with a view to reaching the true message of Islam to the people of the world“. 

„Zurzeit ist nur ein staatliches Institut am interreligiösen Dialog beteiligt, das der ICRO zugeordnete Zentrum für Interreligiösen Dialog (CID).“